# Championnat d'Italie de rink hockey 1935
Navigation
Division Nationale 1934 Division Nationale 1936
L'édition 1935 du Championnat d'Italie de rink hockey est la 14e édition de cette compétition. Elle a eu lieu à Gênes. Douze équipes y participe, se concluant par la victoire du Milan Skating.

## Équipes participantes
- Milan Skating HC
- Pubblico Impiego
- Hockey Novara
- Parioli Roma
- Busto Arsizio
- Padova
- Ferroviario
- FGC Bologna
- Mens Sana Siena 1871
- Lazio
- Genova
- Regina HC, Genova-Cornigliano

## Compétition
Le championnat, auquel ont participé douze équipes, est divisé en tours de qualification à l'issue desquels se sont déroulés les demi-finales et la finale.

### Composition de l'équipe championne
Milan Skating HC : Cellerino, Zorloni, Rasponi, Bortolini, Pera, Riboldi, Brambilla, Zanella.

### Sources
- (it) Cet article est partiellement ou en totalité issu de l’article de Wikipédia en italien intitulé « Divisione Nazionale di hockey su pista 1935 » (voir la liste des auteurs).